# 1967 en Alberta
Chronologie de l'Alberta
- 1963
- 1964
- 1965
- 1966
- 1967
- 1968
- 1969
- 1970
- 1971

Cette page concerne des événements qui se sont produits durant l'année 1967 dans la province canadienne de l'Alberta.

## Politique
- Premier ministre :  Ernest Manning du Crédit social
- Chef de l'Opposition : Michael Maccagno  puis Peter Lougheed
- Lieutenant-gouverneur :  J. W. Grant MacEwan.
- Législature :

## Événements
- Création de l'Université de Lethbridge (en anglais, University of Lethbridge : U of L), située dans la ville de Lethbridge, sur la rive ouest de la rivière Oldman.

- 23 mai : élection générale albertaine.

- 13 juillet : érection de l'Archidiocèse de Grouard-McLennan.

## Naissances
- 6 février : Michelle Thrush, née à Calgary[1], actrice canadienne d'origine amérindienne.

- 28 février : Dwight Mullins (né à Calgary), joueur professionnel canadien de hockey sur glace[2].

- 25 mars : Gregory Roy Parks, dit Greg Parks, (né à Edmonton — mort le 16 juin 2015 à Edmonton) est un joueur canadien de hockey sur glace.

- 30 mars : Daniel George Theaker (né à Edmonton), compositeur canadien. Il étudia des cours de composition avec Carleton Elliott à l'Université Mount Allison dans Sackville, Nouveau-Brunswick. Il est édité chez Mayfair Montgomery Publishing.

- 29 août : Shaun Van Allen (né à Calgary), joueur professionnel canadien de hockey sur glace. Il évoluait au poste de centre[3].

- 23 septembre : Todd Brost (né à Calgary), joueur professionnel canadien de hockey sur glace.

- 28 novembre : Michelle Ring, née à Calgary, joueuse canadienne de soccer évoluant au poste de défenseur.

- 27 novembre : Garry Valk (né à Edmonton), joueur professionnel canadien de hockey sur glace. Il évoluait au poste d'ailier gauche[4].